# دونيس مارتينيز
دونيس مارتينيز رسام جزائري. ولد في 30 نوفمبر 1941 في بورت أو بولس (مرسى الحجاج حاليا) في الجزائر. من أبوين أوربيين، لكنه اختار البقاء في الجزائر بعد الاستقلال عام 1962، كي يختار في الأخير عام 1994 التنقل لفرنسا أين وعاش وعمل في مرسيليا.

## سيرة شخصية
ولد دونيس مارتينيز يوم 30 نوفمبر 1941 في مرسى الحجاج في ولاية وهران الجزائرية حاليا. كان يرسم مناظر طبيعية ومشاهد من ريف وهران منذ صغره. من 1957 إلى 1962 عاش في البليدة أين كان يعمل والده كساعي بريد بعد أن عمل كدهان. تابع دراسته في مدرسة الفنون الجميلة بالجزائر ثم في باريس. من عام 1963 كان أستاذا في الفنون الجميلة في الجزائر، حيث كان لتدريسه تأثير دائم على عدة أجيال من الفنانين، وكان قد شارك في معرض «رسامون جزائريون» المعرض الذي نظم عام 1963 في الجزائر العاصمة في اطار الاحتفالات بذكرى الفاتح من نوفمبر، المعرض الذي قام بتقديمه الشاعر جان سناك عام 1964 لما عُرض في باريس بمتحف الفنون الزخرفية ثم لمعظم المعارض الجماعية للرسم الجزائري بالجزائر وخارجها. في عام 1964، قدم معرضه الشخصي الأول في الجزائر العاصمة بتقديم من جان سيناك.
دونيس مارتينيز هو أحد مؤسسي مجموعة أوشيم (الوشم) مع شكري مسلي، المجموعة التي عرضت في أعوام 1967 و1968 و1971. والتي كانت تجمع بين عشرات الفنانين والرسامين والشعراء، وتعارض الصور التي اعتبرها أعضاء المجموعة ديماغوجية، وهي الصور التي قدمها المعرض الرسمي للاتحاد الوطني للفنون التشكيلية، الذي تأسس في عام 1963 ولكن تم استبعاد معظم الرسامين النشطين منه. «ولد أوشيم منذ آلاف السنين على جدران كهف طاسيلي. واستمرت في وجوده حتى أيامنا هذه، أحيانًا سرًا، وأحيانًا علانية، وفقًا لتقلبات التاريخ. (...) نعتزم أن نظهر أن اللافتة، السحرية دائمًا، أقوى من القنابل» هذا ما يقوله«بيان» المجموعة. على الرغم من العنف، نجحت بعض التقاليد البلاستيكية في الحفاظ على نفسها في الإيماءات التي تشكّل وتلون الصلصال، ونسج الصوف، وتزين الجدران، ونقش الخشب أو المعدن: على هؤلاء الناجين أن أوشيم يريد الاعتماد عليه.
في عام 1975 نال دونيس مارتينيز الجائزة الكبرى للرسم من مدينة الجزائر. شارك عامي 1973 و1976 في إنتاج جداريتين جماعيين لقرية المعمورة في ولاية سعيدة ولعمال ميناء الجزائر. تم تقديم معرض استعادي للوحاته في متحف الجزائر في عام 1985. في عام 1986، قام بإنشاء نصب تذكاري للنافورة الخزفية في البليدة، ومن 1986 إلى 1992 قام بتنظيم تدخلات أو نشاطات مع طلابه، في البليدة، في قاعدة النفط في أميناس وفي منطقة القبائل.
في 1994، بعد اغتيال الطاهر جاعوط والعديد من المثقفين الجزائريين، غادر دونيس مارتينيز الجزائر ودرّس من 1995 إلى 2006 في المدرسة العليا للفنون في إيكس أون بروفانس. في عام 1998، شارك في «رسامون من الرمز» في مهرجان الإنسانية، في لا كورنيوف. في عامي 2000 و2001، ابتكر عناصر وانطلاق موكب 7 «أغانجاس من أجل السلام» في فوركالكييه ولوريول، في عام 2002 عرضًا في عدة أماكن، Fenêtre du vent [7 سلاسل، تيميمون، مدرسة الفنون الجميلة (الجزائر)، سان مارتان House of Poetry (d'Hères)، Clos Maria (Aix-en-Provence)، La Bérangère (Drôme)، La Robin، Lombez (Gers)، Berber Cultural Association (Paris)]. شارك عام 2003 في معرض القرن العشرين في الفن الجزائري (شاتو بوريلي، مدينة مرسيليا الفرنسية، أورانجري أوف مجلس الشيوخ، باريس)، عرض في باو، ديسوراينتاليسم في متحف الفنون الجميلة والرسومات على الرمال والجدران (تركيب)) في المدرسة العليا للفنون والاتصالات، وكذلك في مرسيليا.
نشر دونيس مارتينيز عدة كتيبات من القصائد وشرح العديد من مجموعات القصائد بالإضافة إلى أعمال حول جان سيناك.

## العمل
ربما يكون صاحب العزم «بدائي» الذي من شأنه أن يحدد عمل دونيس مارتينيز على أفضل وجه. لا يعني ذلك أنه ينفذ لوحاته تحت الضربة الوحيدة، ليظل مخلصًا له، من الدافع الأساسي. تظهر اليوميات التي احتفظ بها الرسام في عام 1982 طوال فترة إنتاج أحد أعماله، ونشرت في عام 1985 في كتالوج معرضه الاستعادي في متحف الجزائر العاصمة، مدى الجمع بين الصبر والمسافة الحرجة في أنه يتمتع بالعفوية والحاجة الحساسة للعمل على لوحته. إنه ليس كذلك مع مارتينيز من إبداع خام، يتطور منفصلاً، في جهل فن الماضي مثل المحاولات الحديثة. على العكس من ذلك، يعتمد عمله على معرفة دقيقة بفن شمال إفريقيا من أبعد مصادره، في تشريب هو الاستكشاف والتحول النشط.
«بدائي» يدل على رغبة مارتينيز المستمرة في كسر الحدود التقليدية للرسم. وقد اتخذ هذا القلق أشكالًا مختلفة في موجات متتالية. الأول هو عرض النقوش البارزة في عام 1964. إن اكتشاف مارتينيز في عام 1961 لبحوث الشرقاوي المغربي بعد بحث سيكيروس، منذ عشرينيات القرن الماضي، في المكسيك جعله يدرك التكييف الذي خضع له، ووجهه نحو الثقافة الإفريقية والرمزية التشكيلية للفن الشعبي المغربي. يبدأ في التشكيك في البعد الوجودي والطقسي ويتعهد بالعودة إلى مصادره التي سبقت الاستعمار كما فعل المكسيكيون، بما يتجاوز الكلاسيكية الإسبانية، إلى أصولهم ما قبل الكولومبية. إن النقوش التي أنتجها منذ عام 1963، حيث قام بالتجميع والرسم، وتغيير أكثر المواد غير المتجانسة، لا تخلو من إظهار بعض القرابة مع الطواطم والأوثان والنويتس.
تتبلور هذه الانشغالات تحت علامة عدم الانصياع، كرد فعل على مآزق الاستشراق والواقعية الاشتراكية المهددة، بروح مجموعة أوشيم (الوشم). أول مقدمة للكتابة في عمله، ثم يندمج مارتينيز في تكوين نقوشه ومن ثم على لوحاته نقوش مكتوبة بخط اليد باللغة العربية اللهجة أو بالفرنسية، وهي شعارات شعرية تتخذ وجهة نظر معاكسة لأي خطاب ديماغوجي. بينما، في سبعينيات القرن الماضي، اكتسب اللون كثافة وشحذت الرسومات، في مقدمة لوحاته كان الوجه مختلفًا في كل مرة عن الشخصية التي لن تتوقف أبدًا عن التوقيع على لوحته.
تبدو النظرات العمياء التي يقرضها عليه مارتينيز من القماش إلى القماش وكأنها تعبر النظرة التي تقابله، وفي عالم يتحول إلى الجوع والألم والعار والازدراء، لمتابعة ما وراء مونولوج المحنة (البؤس والبؤس، طفل العالم). تفريغ، 1975؛ شهداء التخلف 1977. المشاهد لا يهرب من الانزعاج: cette foule blessée, repliée sur sa douleur, il peut éprouver l'impression que c'est lui qu'elle dévisage et interpelle, sur le point de l'accuser de ce malheur dont il ne peut tout à fait ne pas être l' الكاتب. رسام الحالة الإنسانية، مارتينيز، في عمله المضطرب والمقلق، لا يسعى أولاً إلى إرضاء، ولا يبتعد عن الرجل المدوس (1977)، ولا يفرض إجابات منذ البداية، بل يضع في طريق الأسئلة.
من عام 1978 تغير مناخ لوحاته: عنصر بلاستيكي جديد ينشأ هناك ويسيطر عليه. بعد رحلة إلى الأندلس، إلى مصادر الفن الإسباني المغاربي، ورسائل ومقتطفات من الخط العربي، في محاولة جديدة لدمج الكتابة ومرافقة الوجوه وبناءها والتعبير عنها (تحديد مؤلم، 1979 ؛ أبجدية الصرخة، 1981). في تخطيطات أنماط النسيج المستوحاة من الأقمشة والسيراميك، تظهر لاحقًا الشخصية الموجودة في كل مكان في نافذة من القماش (Okda 1985).
في عام 1986، عاد مارتينيز إلى النقوش وأنتج اللوحات المقطوعة التي جمعها تحت عنوان أنا آخذ، أعطي، أرسل، أستلم. تتكاثر الأسهم الرسومية التي تعبر عن حركات الشخصية وعلاقاتها هناك، من خلال هندسة دقيقة للنقاط والخطوط المتعرجة التي تستحضر علامات الشمس والنجوم ومجموعة من النحل والضفادع والثعابين والسلاحف، يتم إعادة تكوينها حولها. علامات ورموز من منطقة القبائل. هذه اللافتات، في عام 1989، هي جزء من إيقاعات فضاء البيوت البربرية، حيث يبدو أن الشخصية تدخل (مخربش بنية صافية تبحث عن أماكن بشرية). مع الرسومات (marchem) التي بدأ يمارسها على نموذج الخطوط الإلهية، في الرمال، في أقصى الجنوب، مارتينيز، يجمع بين الرسم والرسم، وعلامات تيفيناغ والزخارف البربرية، وينشر في سطر واحد حيوانات وفيرة، حيث تصبح السحلية الطوطم الخاص بها.
المواكب التي نظمها في عام 1992 في منطقة القبائل، ثم في فرنسا لاحقًا لمناشدة، ليس بالطريقة التقليدية من أجل المطر، ولكن سياسيًا بشكل أكبر من أجل السلام في الجزائر المبتلاة بإرهاب الأصولية، ورسوماته على الرمال والجدران، مع منافسة بين الشعراء والموسيقيون، هم تتويجا، بين الأداء والتركيب، لرغبته في فتح فنه لتداعيات أخرى، ضمنا آخر غير التأمل البعيد. يبدو أن دينيس مارتينيز يسعى مرة أخرى إلى تحويل مسار الرسم، وتصويبه، ونقله من تقليد فريد، وتطعيم وسائله على سحر جديد، ومهنة أخرى، أكثر حيوية، لم يكن لها أي عصر من الماضي. لا يقترح النموذج بدقة.

## العامة
- باريس، معهد العالم العربي، بوابات التنوير، 1991، أكريليك على قماش، 200 × 200 سم (تبرع كلود وفرنسا ليماند)؛ أنصار (أمير المطر الأمازيغي)، 2001، أكريليك على قماش، 200 × 300 سم (تبرع كلود وفرنسا ليماند)

## الإجراءات والتدخلات
- الكلمات الأخيرة من الحائط، البليدة، 1986
- أكشن PK5، في قاعدة زيت أميناس، 1987
- المعهد الميكانيكي، جامعة سومه، البليدة، 1988
- أكشن عين الحمام، منطقة القبائل، 1991
- أكشن ماتقس، منطقة القبائل، 1992
- مداخلة في الموقع، تجمعات توريرت الحجج (ياني)، منطقة القبايل، 2004
- تدخل سريع الزوال، لا روبن، غيرز، 2004
- مداخلات في الموقع، تجمعات آيت أربع وعجوني أحمد (ياني)، منطقة القبايل، 2005.
- مداخلة في الموقع، تجمعات آيت لحسن (ياني)، منطقة القبائل، 2006
- مداخلة في الموقع، تيزوا والأداء في آيت القيد (الواضية)، القبايل، 2007
- عدد قليل من النحل المفقود في موقف سيارات أحد السرة في العالم، إنشاء وأداء خاص بالموقع، مدرسة Aix-en-Provence للفنون، 2008
- مداخلة في الموقع، تجمعات طاهر جعوط في إيغيل-بوعمماس، 2008.
- مداخلة في الموقع، تقييمات وزجان، 2009.
- مداخلة في الموقع، قرية آيت إسماعيل، 2010.
- مداخلة في الموقع، قرية تاوريرت أموكران، 2011.
- مداخلة في الموقع، قرية جامع شارج، 2012.
- مداخلة في الموقع، تجمعات ، أجوني أحمد، 2013.

## الألبومات
- صنابير، عمل رسومي لدينيس مارتينيز، قصائد مسعور بولنوار، عبد الحميد الأغواتي، طاهر جعوط، حميد التبوشي، عمر الأزرج وأحمد حمدي، باريس، بوبليسود، 1983،(ردمك 2-86600-089-7).
- دونيس مارتينيز وعبد الحميد الأغواتي أين ذهب القطيع الكبير؟، الجزائر، طبعات Enag، 1988.
- دونيس مارتينيز، إيليلون عن صعود النسغ والغلاف و17 رسماً للمؤلف، مقدمة بقلم دومينيك ديفيني، طبعات أوريكت، باريس ،avril 1991أبريل 1991.

## الشِعر
- خمسة في عينيك بروشور جماعي البليدة نشر ذاتي 1977.
- لا، لا أريد أن أقول، البليدة، طبعات آلية، 1977.
- انها غير مجدية تماما...، باريس، طبعات Orycte، 1978.
- ربما هذا ما هو عليه !؟ ـ لوحة كتابية ـ الرغاية 1988.
- المغادرة دون مغادرة، نص بخط اليد، 1997.
- إعادة السبب، نص مكتوب بخط اليد، 2000.
- ولكن لا يزال هناك متسع من الوقت، 2007.
- أغنية الطيور الحجرية، عمل أدب الجزائر، no 149-152، مارسjuin 2011يونيو 2011.

## الأعمال الفنية
- مصطفى حركات، العزلة، 1964.
- احمد عزقاغ لكل مهنته 1966.
- طاهر جعوط، سولستيس باربيلي، غلاف ورسومات لمارتينيز، إصدارات نعمان، شيربروك، كيبيك، كندا، 1975..
- عاش المهرجان العالمي XI للشباب والطلاب (كوبا)، 29 مجلسًا من قبل مارتينيز، الجزائر العاصمة، اللجنة الوطنية الجزائرية التحضيرية، 1978.
- حميد التبوشي، إلى جانب ذلك، لم يعد يدوم، غلاف لمارتينيز، خاتمة للطاهر جعوط، طبعات أوريكت، صور الغزلان، 1978.
- طاهر جاعوط، جزر وشركاه، غلاف لمارتينيز، بورتريه تيبوتشي، طبعات أوريكت، سيجيان، 1980.
- عبد الحميد الأغواتي، لود نوير، مصحوبة بكلمة أخيرة من MGB، أغلفة مارتينيز، طبعات Orycte، صور الغزلان، 1980.
- جان سيناك، شعر صور الغزلان، مصحوب بنسخ من النص المكتوب بخط اليد، غلاف لمارتينيز، طبعات أوريكت، سيجيان، 1981.
- مسعور بولنوار، تحت عقوبة الإعدام، غطاء و11 رسماً لمارتينيز، طبعات Orycte، Sigean، 1981.
- عبد الحميد الأغواتي، دي سي بيل إهانات، سيريجرافس لأ. بوبوش، حمادوش، أ. العربي، د. مارتينيز، و. مهند، الجزائر، عمل المؤلفين، 1982.
- رباح بلعمري، شعر جزائري، 7 رسوم لمارتينيز، 25 شهرياً، no 84-85. هيرستال، طبعات ورشة أجنو، 1984.
- التعبيرات الجزائرية المعاصرة، 4 رسومات لمارتينيز، باريس، مركز جورج بومبيدو، 1986.
- Mots dire la التعذيب، غلاف مارتينيز، الجزائر العاصمة، اللجنة الوطنية لمناهضة التعذيب، 1990.
- ماراثون ل AEFAB، قصائد أ. الأغواتي، رسومات أ. مارتينيز العربي ود.
- حدائق الشعر، الجزائر 1991، 4 رسومات لمارتينيز، الجزائر العاصمة، المركز الثقافي الفرنسي، 1991.
- عبد الحميد الأغواتي، جرشورش، غرونوبل، النشر الذاتي، 1994.
- الجزائر في القلب، العدد الخاص بشاناليا، غرونوبل، ميزون دو لا بويزي، 1994.
- زينب لويدج، النخلة، مرسيليا 1995.
- وجوه وصمت الجزائر، مختارات مصورة بالتعاون مع كريستيان عاشور، باريس، طبعات مرسى، 1997.
- Jean Sénac، Pour une terre possible، النصوص التي تم جمعها وشرحها وتمهيدها ومرافقتها بسيرة ذاتية وببليوغرافيا حميد ناصر خوجة، طبعة أنشأتها ماري فيرول، باريس، طبعات مرسى، 1999.
- جمال الدين بن الشيخ وكريستيان شوليه عاشور وجان سيناك : سري على كلا الشاطئين، باريس، طبعات سيغير، 1999.
- كريستيان عاشور ودينيس مارتينيز، مختارات مصورة، الجزائر، طبعة مرسى، 2002.
- المهدي أشرشور، العودة إلى الجولة الفائتة، 7 صور لدونيس مارتينيز، مانوسك، طبعة Propos 2، Collection Petit à petit no 6، 2003.
- تاريخ وذاكرة الجزائر في سانت مارتن ديهير، الرسوم التوضيحية من قبل دينيس مارتينيز، مجلس مدينة سانت مارتن ديهير، 2009
- يوسف 1، والظل يقتل الضوء، صورة الغلاف الأمامي بقلم دونيس مارتينيز، الجزائر العاصمة، القصبة Éditions، 2009.
- يوسف مراحي، مقياس وهران 31، رسوم دينيس مارتينيز، الجزائر العاصمة، طبعات القصبة، 2011.

## الأفلام ومقاطع الفيديو
- جان بيير ليدو، عصر النهضة، 35 mm، 1985.
- جان بيير ليدو، مفرق 35 mm، البليدة، 1985.
- دومينيك ديفين، أكشن تيليوا، فيديو، 1990.
- دومينيك ديفين، أكشن برج موسى، فيديو، 1991.
- دومينيك ديفين، لقاء إبراهيم أغ باهوس، جانت، 1992.
- جان بيير ليدو، وثائقي في Belle de Mai Oasis، 55 دقيقة، مرسيليا، 1996.
- كلود هيرش، دينيس مارتينيز، رجل الحرية، وثائقي، 60 دقيقة، Ass Pol'art، 2014.
- عز الدين جلوز، صورة أمامية في تقرير «دينيس مارتينيز» 26 دقيقة (قناة كانالناف) 2013.

## المعارض الخاصة
- دونيس مارتينيز، نقوش مرسومة، مقدمة لأحمد حوناشي (جان سيناك)، غاليري 54، الجزائر العاصمة، 1964.
- دونيس مارتينيز، قصائد الطاهر جعوط وحميد التبوشي، الجزائر العاصمة، صالة 4 أعمدة، 1976.
- دونيس مارتينيز، نص للطاهر جاعوط، الجزائر العاصمة، المركز الثقافي لولاية الجزائر، 1981.
- معرض استعادي دونيس مارتينيز، نصوص لعبد الحميد لغواتي، دومينيك ديفين ودينيس مارتينيز، مقابلة مع أ.فرهاني، الجزائر العاصمة، متحف الفنون الجميلة، 1985.</img>
- تعبيرات في مكان، مساحة موسيقى Safy Boutella، مساحة رسم Denis Martinez، نصوص عن D. Martinez بواسطة N. Saadi وJP Lledo وM. Abrous، متحف الفنون والتقاليد الشعبية، الجزائر العاصمة، وزارة الثقافة والسياحة، 1988.</img>
- مخربش بنية صافية يبحث عن أماكن بشرية، نصوص ت. مجوب، أ. بومنجل، س. مصباح ودينيس مارتينيز، الجزائر العاصمة، المركز الثقافي الفرنسي، 1991.</img>
- دونيس مارتينيز، نصوص برونو علي ونور الدين سعدي، إيكس أون بروفانس، متحف نسيج، 2000،(ردمك 2-912194-07-5).
- الفن المعاصر من الجزائر، دينيس مارتينيز، Désorientalisme، نصوص غيوم أمبرواز وعلي سيلم، باو، متحف الفنون الجميلة، 2003(ردمك 2-914 942-08-7).
- دونيس مارتينيز، عدد قليل من النحل المفقود في ساحة انتظار سيارات سرة العالم، في الموقع، نصوص بقلم نور الدين سعدي وجان كريستوفول، المدرسة العليا للفنون دي إيكس أون بروفانس، 2008.

## المعارض الجماعية
- الرسامون الجزائريون، مقدمة غير موقعة لجان سيناك، غرفة ابن خلدون، مهرجانات 1الأول {{{1}}} نوفمبر، الجزائر العاصمة، 1963 (عرضت الأعمال): نابالم، عذاب، ثور، نحت)
- رسامون جزائريون، نصوص إدمون ميشليه ومراد بربون، متحف باريس للفنون الزخرفية، باريس، 1964 (عرضت الأعمال): اكتشف وعودة السلف، لوحات، 1963 ؛ العزلة، التنميش، 1964).
- 4 رسامين جزائريين، عبد الداعم، مارتينيز، سلامة، تبوشي، نص عن مارتينيز دو. حجاري تونس صالة التاسوير 1981.</img>
- اللافتات والصحراء: باية، أرزقي العربي، علي سليم، رشيد قريشي، دينيس مارتينيز، شكري مصلي، نصوص عن مارتينيز لمليكة بوعبد الله، ميشال جورج برنار وأرزكي متريف، بروكسل، إبسو، 1989.</img>
- شموس أخرى وعلامات أخرى، بايا والعربي ومارتينيز وميسلي، نصوص عن مارتينيز بقلم دومينيك ديفيني ودينيس مارتينيز، مونبلييه، معرض المجال الإداري في شاتو دي وبيزييه، فندق دو ديبارتمان، المجلس العام لـ ODAC في هيرولت، 1990.
- آثار السفر، 25 artistes، نصوص فاطمة زهرة زموم، رامون تيو بيليدو، ميشيل جورج برنار ومليكة دورباني بوعبد الله، قصر المؤتمرات والثقافة، لومان ،décembre 1995.</img>
- رسامو اللافتة - مسلي، مارتينيز، بياعة، خدة، قريشي، سمطة بن يحيى، سليم، سرقوة، مهند، يحيوي، التبوشي، نصوص لبيار غوديبرت، نور الدين السعدي، ميشال جورج برنار ونيكول دي بونتشارا) الإنسانية، لا كورنيوف ،septembre 1998 (معرض متنقل).</img>
- الرسم في المنفى، شكري مسلي ودينيس مارتينيز، نصوص أنيسة أصيلة، بنعمار مدين، رشيد بوجدرة، و. حجاري، أرزقي مترو، دينيس مارتينيز ودومينيك ديفين، أورليان، كنيسة سانت بيير لو مولييه الجامعية، 1998.
- XX _ القرن في الفن الجزائري، نصوص لرامون تيو بيليدو، مليكة دورباني بوعبد الله، دليلة محمد أورفلي وفاطمة زهرة زموم، شاتو بوريلي، مرسيليا / أورانجيري دو سينات، باريس، مطبعة AICA، 2003.

### العناصر (اختيار)
- دونيس مارتينيز: لقد حققت بعض الحرية في الخلق، مقابلة مع طاهر جاعوط، الجزائر، المجاهد الثقافي no 195.2 avril 19762 أبريل 1976.
- الطاهر جاعوط، دينيس مارتينيز، L'acuité du بخصوص، تليها مقابلة، الجزائر العاصمة، الجزائر - Actualité no 760، 8-14 mai 198014 مايو 1980.
- طاهر جاعوط، صنابير، رسام يعيد اختراع القصيدة، تليها مقابلة، الجزائر العاصمة، الجزائر - Actualité no 938، 6-12 octobre 198312 أكتوبر 1983.
- موني براح، دينيس مارتينيز، مخاوف على خلفية سوداء، تليها مقابلة، الجزائر العاصمة، الجزائر - Actualité no 1020، 2-8 mai 19858 مايو 1985.
- طاهر جاعوط، نحو واحة الأصل، أين ذهب القطيع الكبير؟، الجزائر العاصمة، الجزائر- no 1243 الخبر. 10-16 août 198916 أغسطس 1989.
- الطاهر جاعوط، بروكسل ترحب بالرسامين، الجزائر العاصمة، الجزائر - Actualité no 1256 ،15 novembre 198915 نوفمبر 1989.
- كويست فور لايت، مقابلة مع دينيس مارتينيز مع عبد الرحمن راحو، الجزائر العاصمة، جمهورية الجزائر ،29 janvier 199329 يناير 1993.
- يمكن للثقافة أن تنقذ الجزائر، مقابلة دنيس مارتينيز مع الأمين الشيخ، الجزائر، الحرية ،15 février 199315 فبراير 1993.
- و. حجاري، قبل خمسة وعشرين عاما، أوشيم، الجزائر، تمزقات، no 8. 2-8 mars 19938 مارس 1993.
- ماري جويل روب ودينيس مارتينيز وأداء " نافذة الرياح»، باريس، مجلة الأخبار والثقافة البربرية no 42، ص. 20-21

، ربيع-صيف 2003.
- مكفولجي، مدينة الورد، بوكيه مارتينيز، الجزائر العاصمة، الوطن،6 mars 20046 مارس 2004.
- Y. Idjer، D. Martinez، 40 عامًا من الإنشاء، الجزائر العاصمة، Info Soir ،11 mars 200411 مارس 2004.
- مكفولجي، دينيس مارتينيز وعلماء العطور، الجزائر العاصمة، الوطن،29 juin 200629 يونيو 2006.
- مكفولجي، دينيس مارتينيز سيعرضان، الجزائر العاصمة، إنفو سوار no 2033 ،15 mars 201015 مارس 2010.

## أعمال عامة
- جان سيناك، وجوه الجزائر، آراء حول الفن، نصوص جمعها حميد ناصر خوجة، الجزائر، طبعات EDIF 2000، وباريس، باريس المتوسطي، 2002(ردمك 2-84272-156-X).
- كلود دارس، Ateliers du sud، روح الأماكن، باريس، إديسود، 2004 (دينيس مارتينيز، إمبراطورية العلامات، ص. 72-78

).
- الطاهر جعوت، ذكرى مثبتة في اللافتات، كتابات عن الفن، نصوص جمعها ميشيل جورج برنار، تمهيد بقلم حميد ناصر خوجة، طبعات الكلمة، الجزائر، 2013 (ص. 61-76

```
؛ عناصر السيرة، 
ص.
 
172-173
```

).

## المذكرات والمراجع
1. ↑  Pierre Daum (2012). Ni valise ni cercueil. Actes Sud. ص. 187. ISBN:978-2-330-00807-9. مؤرشف من الأصل في 2022-10-22..
2. ↑  L'exposition réunit des peintures d'Aksouh، Baya، Hacène Benaboura، Benanteur، Bouzid، Guermaz، محمد إيسياخم، محمد خدة، Azouaou Mammeri، Mesli, Martinez, محمد راسم، بشير يلس، Zérarti, mais aussi d'Angel Diaz-Ojeda، Jean de Maisonseul، Nallard et René Sintès, ainsi que des dessins d'enfants.